# Украјинци у Русији
Украјинци у Русији (укр. українці Росії, рус. украинцы в России) представљају највећу украјинску дијаспору у свету и према службеном попису из 2002. године има најмање 2.942.961 или преко 2% од укупне популације у Руској Федерацији.
Према истраживањима украјинских државних институција и стручњака Сергија Ципка, тврди се да реалан број етничких Украјинаца у Руској Федерацији износи најмање 4.379.690 људи, што делимично укључује и Кубанске козаке који се у етничком смислу управо тако изјашњавају. Ако се у иста истраживања укључе историјске чињенице везане за миграције украјинског становништва и културне и језичке карактеристике приликом одређивања етничког идентитета, односно особе с нешто даљим украјинским пореклом, долази се до закључка да реалан број особа с украјинским пореклом прелази 7 милиона људи.
Украјинци су просторе данашње Руске Федерације почели да насељавају још у средњем веку и те миграције су биле готово константне све до распада Совјетског Савеза. Према стручњаку Давиду Сандерсу, Украјинци у Русији представљају изузетан значај за историју Русије и опште европеизацију руске културе у 17. и 18. веку. Њихов историјски допринос у генералном развоју данас Руске Федерације немерљив је с било којом националном мањином или другим народом изван Руске Федерације, и захваљујући тим чињеницама Руси често знају да окарактеришу Украјинце братским народом, што ипак не искључује међусобно сукобљавање политичког и друштвеног карактера.